# Ronja Räubertochter (Animationsserie)
Ronja Räubertochter (jap. 山賊の娘ローニャ, Sanzoku no musume Rônya) ist eine Anime-Fernsehserie von Studio Ghibli aus den Jahren 2014 und 2015, die auf dem gleichnamigen Roman von Astrid Lindgren basiert.

## Handlung
Der Räuberhauptmann Mattis und seine Frau Lovis bekommen in einer Gewitternacht ihr erstes Kind. Sie nennen es Ronja. Mattis liebt seine Tochter über alles. Diese geht gerne in den Mattiswald, den Wald, der um die Räuberburg von Mattis liegt. Dort erlebt sie eine Menge Abenteuer. Eines Tages zieht der Erzfeind von Mattis, Räuberhauptmann Borka, mit seinen Räubern auf die andere Hälfte der Mattisburg. Mattis ist wütend. Während Mattis und Borka sich streiten, freunden sich Borkas Sohn Birk und Ronja an. Mattis kann das nicht verstehen, weshalb sich nun auch Ronja und Mattis streiten. Ronja zieht daraufhin gemeinsam mit Birk in den Wald. Dort leben sie eine Weile, bis Ronjas Vater sich bei Ronja entschuldigt und Birk als Familienmitglied akzeptiert. Die verfeindeten Räuberbanden schließen sich zusammen und Mattis wird Hauptmann beider Banden.

## Synchronisation
Die Serie wurde in verschiedene Sprachen übersetzt, darunter Englisch, Schwedisch, Spanisch und Deutsch. In der englischen Version übernahmen bekannte Schauspieler die Sprecherrollen. So war beispielsweise Gillian Anderson die Erzählerin. Die deutsche Fassung entstand bei EuroSync GmbH unter der Regie von Petra Barthel.
| Rolle         | Sprecher (Japanisch) | Sprecher (Deutsch) |
| ------------- | -------------------- | ------------------ |
| Erzählerin    | Fukiko Endō          | Daniela Hoffmann   |
| Ronja         | Haruka Shiraishi     | Sarah Kunze        |
| Birk Borkason | Reika Uyama          | Ben Hadad          |
| Mattis        | Takaaki Seki         | Matti Klemm        |
| Lovis         | Yukari Nozawa        | Katrin Zimmermann  |
| Borka         | Atsuki Tani          | Tilo Schmitz       |
| Undis         | Mika Doi             |                    |
| Glatzen-Per   | Umeji Sasaki         | Peter Groeger      |

## Produktion
Ronja Räubertochter basiert auf dem gleichnamigen Roman von Astrid Lindgren und entstand bei Studio Ghibli und Polygon Pictures im Auftrag des Senders NHK. Die Regie der Serie übernahm Gorō Miyazaki, der Sohn von Hayao Miyazaki. Das Drehbuch schrieb Hiroyuki Kawasaki. Das Charakterdesign entwarf Katsuya Kondo und die künstlerische Leitung lag bei Yoshiaki Honma und Yoshikazu Fukutome. Für den Ton war Koji Kasamatsu verantwortlich, Produzent war Nobuo Kawakami.
Hayao Miyazaki hatte bereits 1971 versucht, Pippi Langstrumpf zu animieren. Astrid Lindgren war jedoch mit einer Verfilmung nicht einverstanden. Sein Sohn Gorō Miyazaki hatte ursprünglich geplant, einen Film über das Buch Ronja Räubertochter zu drehen. Nachdem er jedoch das Buch gelesen hatte, fand er es zu schwierig, alle Facetten von Ronjas Leben in einem Film abzudecken und entschied sich für die Produktion einer Serie. Während der Produktion der Serie korrespondierten die Produzenten häufig mit Astrid Lindgrens Angehörigen. Sie wollten, dass die Serie in Lindgrens Sinne gedreht wird, und versuchten, dem ursprünglichen Werk treu zu bleiben. Sie recherchierten zu mittelalterlichen Praktiken in Europa. Gleichzeitig war der japanische Ursprung der Serie immer zu erkennen. So gab es einen hohen Einfluss früherer Ghibli-Produktionen auf die Gestaltung des Waldes, der Figuren und der mythischen Kreaturen. Viele der Szenen in der Serie, einschließlich der Waldszenen, basieren auf Gorō Miyazakis Erfahrungen als Landschaftsarchitekt.
Während Studio Ghibli bis dahin fast ausschließlich handgezeichnete Filme und Serien veröffentlicht hatte, ist Ronja Räubertochter computeranimiert, via Computer Generated Imagery. Die Computeranimationen wurden bei Polygon Pictures angefertigt.

## Veröffentlichung
Die 26 Folgen der Serie wurden vom 11. Oktober 2014 bis zum 28. März 2015 von den japanischen Sendern NHK und BS Premium erstausgestrahlt, jeweils sonntagabends 19:00 Uhr.
Ronja Räubertochter wurde in mehrere Sprachen übersetzt. Die schwedische Fassung überwachte Astrid Lindgrens Enkelin Malin Billing. Sie erklärte, dass es Astrid Lindgrens Familie wichtig gewesen sei, dass das Drehbuch mit dem Sprachmodus des Romans übereinstimme und gleichzeitig in das neue Format passe.
In Deutschland wurde die Serie erstmals am 27. Januar 2017 bei Prime Video veröffentlicht. Im September 2018 folgte eine Veröffentlichung bei Netflix. Außerdem wurde die Serie von Universum Anime auf DVD und Blu-Ray veröffentlicht. Dazu wurde die Serie in vier einzelne DVDs und Blu-Rays aufgeteilt.

## Episodenliste
| Nr. | Deutscher Titel                        | Originaltitel                 | Erstausstrahlung Japan | Deutschsprachige Erstveröffentlichung (D/A) | Regie         | Drehbuch                           |
| --- | -------------------------------------- | ----------------------------- | ---------------------- | ------------------------------------------- | ------------- | ---------------------------------- |
| 1 | Ein Gewitternachtskind                 | Kaminari no Yoru no Ko        | 11. Okt. 2014          | 27. Jan. 2017                               | Gorō Miyazaki | Astrid Lindgren, Hiroyuki Kawasaki |
| Räuberhauptmann Mattis ist aufgeregt. Seine Frau soll ein Baby zur Welt bringen. Wenn Mattis von seinen Raubzügen nach Hause kommt, schaut er als allererstes, ob sein Nachwuchs schon da ist. Doch Mattis muss sich gedulden. Als Lovis ihm und seinen Räubern eine Tochter präsentiert, sind diese zunächst überrascht, denn alle außer Lovis hatten einen Jungen erwartet. Nichtsdestotrotz ist Mattis überglücklich, seine kleine Tochter Ronja endlich in den Armen halten zu können. Noch in derselben Nacht wird die Mattisburg, das Hauptquartier der Räuber, durch einen Blitzeinschlag in zwei Hälften geteilt. Doch das stört niemanden, denn die Burg ist so groß, dass die Räuber eh nur einen kleinen Teil davon nutzen konnten. |                                        |                               |                        |                                             |               |                                    |
| 2 | Zum ersten Mal im Wald                 | Hajimete no Mori e            | 11. Okt. 2014          | 27. Jan. 2017                               | Gorō Miyazaki | Astrid Lindgren, Hiroyuki Kawasaki |
| Ronja wird langsam größer. Die Räuber beschäftigen sich lieber mit ihr, als auf Raubzüge zu gehen. Daher werden diese immer weniger. Als Ronja alt genug ist, verspricht ihr ihr Vater, sie das erste Mal in den Wald hinauszulassen, nicht ohne sie vorher noch vor den Graugnomen zu warnen. |                                        |                               |                        |                                             |               |                                    |
| 3 | Der Wald, die Sterne und die Gnome     | Mori to Hoshi to Kobito to    | 18. Okt. 2014          | 27. Jan. 2017                               | Gorō Miyazaki | Astrid Lindgren, Hiroyuki Kawasaki |
| Ronja genießt ihren ersten Tag im Wald. Sie ist überrascht, wie groß die Welt vor der Mattisburg doch ist und will alles entdecken. Auf einer Wiese schläft sie schließlich ein und wacht erst nachts wieder auf. Zunächst freut sich Ronja über den wunderschönen Sternenhimmel. Doch dann tauchen die Graugnomen auf und bedrohen Ronja, die Angst bekommt und weint. Aber da taucht ihr Vater Mattis auf. Wutentbrannt verscheucht er die Graugnomen. Als er und Ronja zu Hause sind, erzählt er ihr, wie sie mit den Graugnomen umgehen soll. Er erklärt, dass diese Angst riechen können und davon angezogen zu werden. Dann erst werden sie gefährlich. Ronjas Mutter fügt hinzu, dass dies auch für viele andere Dinge gelte. So sei es am besten im Mattis Wald mutig zu sein und keine Angst zu haben. Ronja solle auch im Angesicht der Gefahr zuversichtlich und mutig zu sein. Ronja nimmt sich vor, das nicht zu vergessen. Ihr Vater sagt ihr auch, sie soll vorsichtig sein und nicht in den Fluss fallen, also springt sie über den Fluss. |                                        |                               |                        |                                             |               |                                    |
| 4 | Jemand pfeift                          | Kikoeru Kuchibue              | 25. Okt. 2014          | 27. Jan. 2017                               | Gorō Miyazaki | Astrid Lindgren, Hiroyuki Kawasaki |
| Ronja möchte wissen, wie Mattis an sein Geld kommt, doch Mattis drückt sich davor ihr zu sagen, was das Räubersein wirklich bedeutet. Ronja verbringt unterdessen viel Zeit im Wald. Die Graugnomen, vor denen sie einst Angst hatte, verscheucht sie ohne weiteres. Sie beobachtet Babyfüchse und geht an den See. Dort sieht sie die Wilddruden, die laut ihrer Eltern die gefährlichsten Tiere des Waldes sind. Diese verfolgen Ronja, doch Ronja kann entkommen. Dann entscheidet Ronja sich über den Riss in der Mattisburg zur anderen Seite der Burg zu springen. Gerade als sie springen möchte, hört sie ein Pfeifen. Ein Junge in Ronjas Alter sitzt auf der anderen Seite der Burg. |                                        |                               |                        |                                             |               |                                    |
| 5 | Der Feind in der Burg                  | Shiro ni Haitta Teki          | 1. Nov. 2014           | 27. Jan. 2017                               | Gorō Miyazaki | Astrid Lindgren, Hiroyuki Kawasaki |
| Ronja trifft Birk, der auf der anderen Seite der Burg lebt. Er ist gerade mit seinem Vater Borka, seiner Mutter Undis und zwölf Räubern auf diese Seite der Burg gezogen. Die beiden machen einen Wettstreit darüber, wer am besten auf die jeweils andere Seite der geteilten Burg springen kann. Birk rutscht nach etlichen Sprüngen ab und kann sich gerade noch an einem Gerüst festhalten. Ronja schafft es ihn mit einem Seil nach oben zu ziehen, gerade bevor das Gerüst abstürzt. Birk bedankt sich für die Rettung seines Lebens und springt zurück auf die Seite der Burg, in der Borka lebt. Ronja erzählt ihrem Vater Mattis, dass Borka und seine Räuber auf der anderen Seite der Burg leben. Mattis ist wütend. |                                        |                               |                        |                                             |               |                                    |
| 6 | Aufeinandertreffen der Räuber          | Niramiau Sanzoku-tachi        | 8. Nov. 2014           | 27. Jan. 2017                               | Gorō Miyazaki | Astrid Lindgren, Hiroyuki Kawasaki |
| Ronjas Vater Mattis will den Räuberhauptmann Borka unbedingt aus der Burg werfen. Die beiden wollen gegeneinander kämpfen, können von ihren Frauen Lovis und Undis jedoch erst einmal überzeugt werden ihren Kampf zu verschieben. Ronja erfährt derweil, dass ihr Vater sich auch schon Dinge genommen hat, ohne vorher zu fragen. Außerdem hört sie, dass ihr Vater früher mal mit Borka befreundet war. Jedoch fand Mattis Vater Borka und Mattis und schlug Borka. Er zeigte absolut keine Gnade. Seitdem sind Borka und Mattis verfeindet. |                                        |                               |                        |                                             |               |                                    |
| 7 | Ein Lied im Nebel                      | Kiri no Naka no Utagoe        | 15. Nov. 2014          | 27. Jan. 2017                               | Gorō Miyazaki | Astrid Lindgren, Hiroyuki Kawasaki |
| Als Ronja im Wald ist, trifft sie auf Birk. Sie sagt diesem, er solle aus ihrem Wald verschwinden. Daraufhin erklärt Birk, dass der Wald keinem Menschen gehöre, sondern den Tieren. Ronja ist beleidigt, dass Birk sie belehren will. Die beiden streiten. Als der Wald plötzlich in Nebel eingehüllt wird, findet Birk das ungewöhnlich. Er weiß, dass Ronja sich besser im Wald auskennt als er, da sie dort groß geworden ist. Ronja willigt ein Birk an einem Seil festhalten zu lassen, damit er ihr so durch den Nebel nach Hause folgen kann. Der Nebel wird immer dichter. Plötzlich ist Ronja komplett vom Nebel eingehüllt. Birk sieht sie nicht mehr. Sie hört ein Lachen, sieht ein paar Gestalten und will diesen folgen. Birk kommt angerannt und sagt, dass Ronja den Gestalten niemals folgen dürfe, sonst wäre sie für immer verloren. Birk hält Ronja zurück, bis die Gestalten verschwunden sind. Als der Nebel verschwunden ist, erklärt Birk, dass er den Weg nun allein zurückfinde. Ronja stellt derweil fest, dass sie Birk eigentlich sehr gerne mag. Am Abend erklärt Mattis seiner Tochter, was er bei seinen Raubzügen wirklich tut, dass er anderen Menschen etwas wegnimmt. Ronja sagt ihrem Vater, dass sie niemals Räuberin werden wird.     |                                        |                               |                        |                                             |               |                                    |
| 8 | Herbst im tiefen Wald                  | Fukamaru Mori no Aki          | 22. Nov. 2014          | 27. Jan. 2017                               | Gorō Miyazaki | Astrid Lindgren, Hiroyuki Kawasaki |
| Während Ronjas Vater die Borka Räuber bekämpft vermisst Ronja Birk. Diesen hat sie den ganzen Herbst nicht im Wald gesehen. |                                        |                               |                        |                                             |               |                                    |
| 9 | Schneeloch ohne Entkommen              | Nuke rarenai Yuki no Ana      | 29. Nov. 2014          | 27. Jan. 2017                               | Gorō Miyazaki | Astrid Lindgren, Hiroyuki Kawasaki |
| Mattis schenkt Ronja Skier. Ronja lernt das Skifahren schnell und genießt den Winter. Bei einem Sprung löst sich jedoch ihr Skier und Ronja bleibt mit ihrem Fuß ausgerechnet in der Höhle der Rumpelwichte hängen. Die Rumpelwichte nutzen ihren Fuß als Schaukel für das Baby. Ronja schafft es nicht ihren Fuß herauszuziehen. |                                        |                               |                        |                                             |               |                                    |
| 10 | Geschwisterschwur                      | Kyōdai no Chikai              | 6. Dez. 2014           | 27. Jan. 2017                               | Gorō Miyazaki | Astrid Lindgren, Hiroyuki Kawasaki |
| Ronja hat große Angst. Sie steckt immer noch im Schnee fest. Es ist kalt, es schneit und Ronja droht im Schnee zu erfrieren. Mattis sucht nach ihr, findet aber nur einen Ski, der im Schnee steckt. Eine Wilddrude kommt zu Ronja und will sie mitnehmen, schafft es aber nicht Ronja herauszuziehen. Sie verspricht mit ihren Schwestern zurückzukommen. Ronja ist sich sicher, dass das ihr Ende ist. Da erscheint plötzlich Birk und befreit Ronja. Ronja weint und erklärt Birk, er solle sie niemals verlassen. Birk bringt Ronja noch bis nach Hause. Ronja sagt, dass sie sich wünscht, dass Birk ihr Bruder ist. Birk nennt sie daraufhin seine Schwester. |                                        |                               |                        |                                             |               |                                    |
| 11 | Was man im Geheimen macht              | Kossori to Yaru koto          | 13. Dez. 2014          | 27. Jan. 2017                               | Gorō Miyazaki | Astrid Lindgren, Hiroyuki Kawasaki |
| Ronja ist durch ihr Abenteuer im Schnee krank geworden. Sie hat genügend Zeit zum Nachdenken und fragt sich, warum ihr Vater ständig wütend ist. Außerdem weiß sie, dass sie Birk wiedersehen möchte. Ihrem Vater kann sie jedoch nichts davon erzählen, aus Angst, dass es ihm das Herz bricht, wenn er weiß, dass Birk ihr Bruder ist. Im Keller räumt sie Stück für Stück die Steine vor dem Durchgang zum anderen Teil der Burg weg. |                                        |                               |                        |                                             |               |                                    |
| 12 | Ein Pfeifen im Keller                  | Chikashitsu no Kuchibue       | 20. Dez. 2014          | 27. Jan. 2017                               | Gorō Miyazaki | Astrid Lindgren, Hiroyuki Kawasaki |
| Ronja stellt fest, dass Birk auf der anderen Seite ebenfalls die Steine weggeräumt hat. Die beiden unterhalten sich. Ronja erfährt, dass Birk und seine Familie hungern müssen. Daher bringt Ronja Birk immer wieder Essen nach unten. |                                        |                               |                        |                                             |               |                                    |
| 13 | Bedauernswerte Räuber                  | Awarena Sanzoku-tachi         | 27. Dez. 2014          | 27. Jan. 2017                               | Gorō Miyazaki | Astrid Lindgren, Hiroyuki Kawasaki |
| Zum Ende des Winters feiern die Räuber ein großes Fest. Dann ziehen sie wieder auf Raubzug. Auch Ronja geht wieder hinaus in den Wald. Dort trifft sie auf Birk und macht ihren Frühlingsschrei. |                                        |                               |                        |                                             |               |                                    |
| 14 | In den schönen Frühling                | Subarashī Haru ni             | 3. Jan. 2015           | 27. Jan. 2017                               | Gorō Miyazaki | Astrid Lindgren, Hiroyuki Kawasaki |
| Ronja und Birk genießen den Frühlingsanfang. Sie wollen zwei Pferde fangen und zähmen. Nach einiger Zeit können sie die Pferde an einem Seil zum See führen und die Pferde kommen mit. Als Ronja jedoch reiten will, wird sie vom Pferd abgeworfen. Die Pferde laufen weg. Im Kampf zwischen den beiden Räuberbanden wird einer von Mattis Räubern mit einem Pfeil schwer verletzt. Mattis will sich rächen und Borka und seine Räuber angreifen. |                                        |                               |                        |                                             |               |                                    |
| 15 | Streit ohne Ende (Teil 1)              | Hateshinai Arasoi (Zenpen)    | 10. Jan. 2015          | 27. Jan. 2017                               | Gorō Miyazaki | Astrid Lindgren, Hiroyuki Kawasaki |
| Obwohl die Wunde des verletzten Räubers wieder verheilt, will Mattis sich weiterhin rächen. Ronja und Birk machen sich Sorgen um ihre Familien. Als Ronja nach Hause kommt, sieht sie, dass ihr Vater Birk gefangen genommen hat. Mattis will Borka damit erpressen, dass er ihm seinen Sohn erst zurückbringt, wenn Borka aus der Mattisburg auszieht. Ronja ist stocksauer. Sie sagt Mattis, dass er keinen Leuten wehtun darf, da sie ansonsten nicht mehr sein Kind sein wolle. Mattis ist unnachgiebig. |                                        |                               |                        |                                             |               |                                    |
| 16 | Streit ohne Ende (Teil 2)              | Hateshinai Arasoi (Kōhen)     | 17. Jan. 2015          | 27. Jan. 2017                               | Gorō Miyazaki | Astrid Lindgren, Hiroyuki Kawasaki |
| Ronja sieht keine andere Möglichkeit Birk zu helfen, außer sich selbst in die Hände der Borka Bande zu begeben. Sie springt über den Abgrund in die Burg der Borkas. Mattis ist entsetzt und fühlt sich von seiner Tochter hintergangen. Als Borka ihm droht seine Tochter einzusperren, sagt Mattis, dass Borka seinen Sohn zurückhaben kann. Er selbst habe aber keine Tochter mehr und könne diese daher nicht zurückbekommen. Lovis ist wütend und sagt, dass sie noch eine Tochter habe und sie zurückhaben wolle. Als die Kinder ausgetauscht werden, sagen Ronja und Birk, dass sie Bruder und Schwester sind. Birk sagt, dass er Ronja nicht verlassen möchte. Ronja geht vorerst mit ihrer Mutter nach Hause zurück. |                                        |                               |                        |                                             |               |                                    |
| 17 | Ein gemeinsames Zuhause                | Futari no Hikkoshi            | 24. Jan. 2015          | 27. Jan. 2017                               | Gorō Miyazaki | Astrid Lindgren, Hiroyuki Kawasaki |
| Ronja fühlt sich durch die Worte ihres Vaters, dass er kein Kind mehr hat, zutiefst gekränkt. Im Wald sucht Ronja nach Birk. Die beiden beschließen bei ihren Familien auszuziehen und zusammen im Wald zu leben. Sie ziehen in die Bärenhöhle, in der Ronjas Vater schon seine Sommer verbracht hat. |                                        |                               |                        |                                             |               |                                    |
| 18 | Was sich in der Höhle verbirgt         | Dōkutsu ni Hisomu Mono        | 31. Jan. 2015          | 27. Jan. 2017                               | Gorō Miyazaki | Astrid Lindgren, Hiroyuki Kawasaki |
| Ronja und Birk richten sich ihre Höhle her und bringen alles dorthin was sie brauchen. Doch etwas scheint in der Höhle zu leben. Birk und Ronja erkennen schon bald, dass es sich um Graugnomen handelt und sie verscheuchen diese. Da die Graugnomen fast ihre gesamten Vorräte aufgefressen haben, sammeln Ronja und Birk gemeinsam neue Vorräte, wie zum Beispiel Heidelbeeren. Ronja schnitzt sich Pfeil und Bogen und lernt damit zu schießen. Am Abend erzählt Ronja Birk, dass sie glaubt, dass Mattis froh wäre, dass sie weg ist. Nachts träumt sie jedoch davon, wie ihr Vater weint. |                                        |                               |                        |                                             |               |                                    |
| 19 | Das verlorene Messer                   | Nakunatta Naifu               | 7. Feb. 2015           | 27. Jan. 2017                               | Gorō Miyazaki | Astrid Lindgren, Hiroyuki Kawasaki |
| Ronja und Birk arbeiten den gesamten Tag mit dem Messer von Birk. Dann ist das Messer plötzlich verschwunden. Jeder glaubt, der andere hätte das Messer genommen. Die beiden streiten sich. Ronja stürmt weinend weg. Nach einer Weile macht sich Birk auf den Weg um nach Ronja zu suchen, die er sehr vermisst. Bei einem verletzten Pferd findet er eine weinende Ronja. Sie hat gesehen, wie das Pferd von einem Vogel angegriffen und ihr Fohlen getötet wurde. Gemeinsam kümmern sich Ronja und Birk um die Stute und verarzten diese. Dem Pferd geht es schon bald viel besser. |                                        |                               |                        |                                             |               |                                    |
| 20 | Bei den wilden Pferden                 | Nouma-tachi                   | 14. Feb. 2015          | 27. Jan. 2017                               | Gorō Miyazaki | Astrid Lindgren, Hiroyuki Kawasaki |
| Ronja und Birk schaffen es endlich die beiden Wildpferde zu zähmen und auf ihnen zu reiten. Die beiden werden von Wilddruden entdeckt und verfolgt. Sie können jedoch von den Pferden springen, entkommen und sich verstecken. Vor der Höhle sitzt plötzlich einer von Mattis Räubern. |                                        |                               |                        |                                             |               |                                    |
| 21 | Wilddruden und ein tosender Wasserfall | Todoroku Taki to Tori-onna    | 21. Feb. 2015          | 27. Jan. 2017                               | Gorō Miyazaki | Astrid Lindgren, Hiroyuki Kawasaki |
| Freudig begrüßt Ronja den Räuber. Er erzählt, dass Lovis ihn geschickt habe und gibt Ronja Brot. Dann bittet er Ronja nach Hause zu kommen. Als Ronja fragt, ob Mattis auch möchte, dass sie zurückkommt, sagt der Räuber, dass er nicht lügen könne und Mattis ein alter Sturkopf sei. Er sagt, dass Mattis den Räubern verboten hat ihren Namen zu erwähnen. Ronja erklärt, dass sie nicht zurückkommt. Der Räuber sagt auch, dass Soldaten im gesamten Wald nach den Räubern suchen. Ein Räuber von Mattis Räubern und zwei Räuber von Borkas Räubern seien von den Soldaten gefangen genommen und eingesperrt worden. Mattis sei ständig in Rage, seitdem Ronja weg sei. Außerdem seien Mattis und Glatzen Per nicht mehr fröhlich. Schließlich geht der Räuber und Ronja bleibt mit Birk in der Höhle. Sie erklärt Birk immer wieder, dass sie Angst vor dem Winter habe und glaube in der Höhle sterben zu müssen. Es ist jedoch noch Sommer und die beiden verbringen noch eine schöne Zeit im Wald. |                                        |                               |                        |                                             |               |                                    |
| 22 | Unser Sommer                           | Korekagiri no Natsu           | 28. Feb. 2015          | 27. Jan. 2017                               | Gorō Miyazaki | Astrid Lindgren, Hiroyuki Kawasaki |
| Ronja und Birk werden in der Nähe des Wasserfalls von Wilddruden verfolgt. Sie können sich unter einem Baum verstecken, drohen jedoch den Wasserfall herunterzustürzen. In buchstäblich letzter Sekunde können sie sich retten. Als Ronja und Birk zurück zur Höhle kommen sitzt Lovis vor dem Eingang. Lovis möchte Ronja heimholen. Lovis erzählt Ronja, dass Mattis im Schlaf nach Ronja weine und ihren Namen rufe. Ronja sagt, dass sie nur zurückkomme, wenn Mattis sie darum bitte. Sie weiß aber das Mattis das niemals tun wird. Lovis bleibt bei Ronja, bis diese eingeschlafen ist, und singt ihr das Wolfslied. Als Ronja am nächsten Morgen aufwacht, erklärt Birk, dass Ronja zurück auf die Räuberburg müsse, wenn es Winter werde. Birk will jedoch in der Höhle bleiben. Ronja hat Angst, dass Birk erfriert. Jedoch sagt Birk, dass sie den Sommer erst einmal zusammen genießen sollen. Dann ist es plötzlich Herbst. |                                        |                               |                        |                                             |               |                                    |
| 23 | Kein Leben wegwerfen                   | Inochi wa Muda ni Dekinai     | 7. März 2015           | 27. Jan. 2017                               | Gorō Miyazaki | Astrid Lindgren, Hiroyuki Kawasaki |
| Ronja hat einen Albtraum. Sie träumt, dass Birk erfriert. Als sie aufwacht, holt dieser jedoch nur trockenes Feuerholz. Langsam wird es Herbst und dann kommt der erste Frost. Als Ronja gerade Wasser holen will, sieht sie, wie Mattis am See sitzt und weint. Sie springt ihm in die Arme und weint ebenfalls. Mattis nennt sie seine Tochter und sagt, dass er sie vermisst. Außerdem erklärt er, dass Lovis ihm mitgeteilt hat, dass Ronja zurückkommen würde, wenn er sie darum bitte. Ronja sieht jedoch Birk und kann diesen nicht verlassen. Das merkt Ronjas Vater und sagt zur Birk, dass er mit ihnen mitkommen könne. Ronja und Birk reden alleine miteinander. Birk sagt, dass er lieber sterben möchte, als Mattis Prügelknabe zu sein. Ronja sagt, dass wenn er in der Höhle bleiben würde, sie mit ihm dort bleiben würde und sie dann beide erfrieren müssten. Doch Birk will Ronjas Leben nicht wegwerfen, daher beschließt er mit Ronja mitzugehen. Im nächsten Frühjahr wollen Ronja und Birk zur Höhle zurückkommen. Birk will zunächst die Borkafestung besuchen, um zu sehen, wie es seiner Familie geht, dankt Mattis aber, dass er Ronja jeden Tag besuchen kann.                                                                                   |                                        |                               |                        |                                             |               |                                    |
| 24 | Der Morgen des Duells                  | Kettō no Asa                  | 14. März 2015          | 27. Jan. 2017                               | Gorō Miyazaki | Astrid Lindgren, Hiroyuki Kawasaki |
| Mattis befreit die gefangenen Räuber - seinen eigenen Räuber, sowie die zwei Borka Räuber. Borka kann nicht glauben, dass Mattis auch seine Räuber gerettet hat. Ronja und Birk sind derweil froh, zurück bei ihren Familien zu sein und sich trotzdem jeden Tag sehen zu können. Jedoch gibt es überall Soldaten. Daher schlägt Glatzen Per vor, dass sich die beiden Räuberbanden zusammenschließen sollen. Ronja sagt, dass Mattis am besten aufhören solle, Räuber zu sein. Glatzen Per stimmt dem zu, weiß aber gleichzeitig, dass Mattis immer Räuber bleiben wird. Mattis und Borka beschließen zusammenzuarbeiten. Ein Duell zwischen Mattis und Borka soll entscheiden, wer der neue Räuberhauptmann wird. |                                        |                               |                        |                                             |               |                                    |
| 25 | Eine starke Räuberbande                | Hitotsu no Tsuyoi Sanzoku-dan | 21. März 2015          | 27. Jan. 2017                               | Gorō Miyazaki | Astrid Lindgren, Hiroyuki Kawasaki |
| Mattis gewinnt das Duell gegen Borka. Jedoch nennt er Borka seinen Bruder. Außerdem erlaubt er Borka seinen Titel als Räuberhauptmann über die Borkaräuber zu behalten. Allerdings müsse Borka anerkennen, dass Mattis der mächtigste Räuberhauptmann sei und sein Wort mehr zähle als Borkas. Borka willigt ein. Er tröstet sich damit, dass später Birk die Nachfolge als Räuberhauptmann antreten wird, da Ronja keine Räuberin sein möchte. Allerdings sagt auch Birk, dass er kein Räuber werden möchte. Borka und Mattis bauen sich gegenseitig auf. Die Räuber feiern zusammen. Auch Lovis und Undis freunden sich an. Glatzen Per ist schwer krank. Er sagt, dass er froh ist, dass Birk und Ronja keine Räuber mehr sein wollen. Er flüstert Ronja ein Geheimnis ins Ohr. |                                        |                               |                        |                                             |               |                                    |
| 26 | Frühlingsschrei                        | Haru no Sakebi                | 28. März 2015          | 27. Jan. 2017                               | Gorō Miyazaki | Astrid Lindgren, Hiroyuki Kawasaki |
| Mattis trägt den schwerkranken Glatzen Per in die Küche. Er teilt mit ihm nachts das Bett. Ronja und Birk gehen nach draußen in den Wald und erzählen Glatzen Per jedes Mal von ihren Erlebnissen. Mattis macht sich Sorgen um Glatzen Per und kann nicht akzeptieren, dass dieser bald sterben wird. Schon sein ganzes Leben hat Glatzen Per Mattis begleitet und Mattis kann sich ein Leben ohne ihn nicht vorstellen. Als Glatzen Per tatsächlich stirbt, ist Mattis verzweifelt und traurig. Lovis und Ronja umarmen Mattis. Auch sie und die anderen Räuber trauern um Glatzen Per. Dann wird es Winter. Birk und Ronja fahren draußen mit ihren Skiern. Der Winter vergeht und der Frühling kommt. Ronja und Birk reden darüber, dass sie beide keine Räuber sein werden. Birk fragt sich, wovon sie dann leben können. Da erzählt Ronja, dass Glatzen Per ihr von einem Schatz erzählt hat, den sie nutzen können. Glatzen Per rettete einst einen Graugnomen vor einer Wilddrude, der ihm zum Dank das Versteck vom Schatz verriet. Birk und Ronja wollen den Frühling wieder in der Höhle verbringen. Mattis erlaubt es ihnen, sagt aber sie müssen im Winter zusammen zurückkehren. Ronja und Birk gehen zur Höhle, wo Ronja den Frühling mit einem Schrei begrüßt. |                                        |                               |                        |                                             |               |                                    |

## Buch und Comics
Zu der Fernsehserie wurde das Buch Ronja Räubertochter neu aufgelegt. Auf dem Titelbild ist nun Ronja Räubertochter aus der Animationsserie zu sehen. Im Buch finden sich Illustrationen von Katsuya Kondo. Außerdem erschienen insgesamt vier Comics zu der Serie, von denen jedoch nur zwei bei Oetinger ins Deutsche übersetzt wurden. Illustriert wurden diese von NHK•NEP•Dwango. Daneben erschien in Schweden noch ein Tagebuch, ein Rätselbuch, ein Puzzle, sowie Magneten und Schlüsselanhänger zur Serie.
- Astrid Lindgren (2017): Ronja Räubertochter. Das Buch zur TV Serie. Hamburg: Oetinger ISBN 978-3-7891-0811-2
- Astrid Lindgren (2017): Ronja Räubertochter: Das Gewitterkind (Band 1) Hamburg: Oetinger ISBN 978-3-7891-0820-4
- Astrid Lindgren (2017): Ronja Räubertochter: Die Wilddruden (Band 2) Hamburg: Oetinger ISBN 978-3-7891-0821-1
- Astrid Lindgren (2017): Ronja Rövardotter - Björngrottan (Band 3, schwedisch) Stockholm: Rabén & Sjögren ISBN 978-9-1297-0491-4
- Astrid Lindgren (2017): Ronja Rövardotter - Glupafallet (Band 4, schwedisch) Stockholm: Rabén & Sjögren ISBN 978-9-1297-0490-7
- Ronja Rövardotter pussel 100 bitar (Puzzle, 2016, schwedisch) Stockholm: Rabén & Sjögren ISBN 978-9-1297-0071-8
- Ronja Rövardotter, pysselbok (Rätselbuch, 2016, schwedisch) Stockholm: Rabén & Sjögren ISBN 978-9-1297-0050-3
- Ronja Rövardotter, dagbok  (Tagebuch, 2016, schwedisch) Stockholm: Rabén & Sjögren ISBN 978-9-1297-0048-0

## Rezeption

### Kritik
Viele Kritiker lobten die Treue zum Werk von Astrid Lindgren. Kritisiert wird, dass die Serie, anders als andere Ghibli-Produktionen, nicht handgemalt, sondern computeranimiert sei und auf CGI basiere. Dadurch würden die Figuren glatt und unpersönlich wirken.
Peter Lieb lobt die liebevolle Umsetzung, die vermittle, wie wichtig der Zusammenhalt der Familie, Mut und Freundschaft seien. Die Geschichten würden Eltern und Kinder gleichermaßen begeistern.
Jpgames.de lobt die „feinfühlige Darstellung der bewegenderen Momente“. „Die spannungsgeladene Beziehung zwischen Ronja und ihrem starrköpfigen Vater Mattis“ sorge „im Mittelteil der Serie für extrem intensive Momente“, die in dieser Ernsthaftigkeit gar nicht zu erwarten gewesen wären.
Manime.de findet die Auswahl der deutschen Synchronsprecher von Ronja und Birk gut. Diese seien noch sehr jung, was die Authentizität der Serie bewahre.

### Auszeichnungen
Die Serie wurde 2015 bei den Asian Television Awards als beste 2D-animierte Sendung ausgezeichnet. 2016 erhielt sie den International Emmy Award in der Kategorie Animation für Kinder.